# Polychrysia moneta
Polychrysia moneta là một loài bướm đêm trong họ Noctuidae.

## Hình ảnh

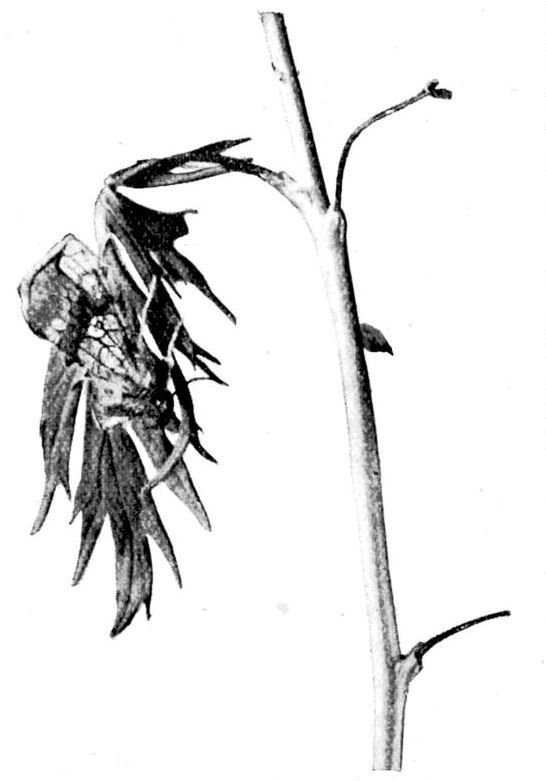
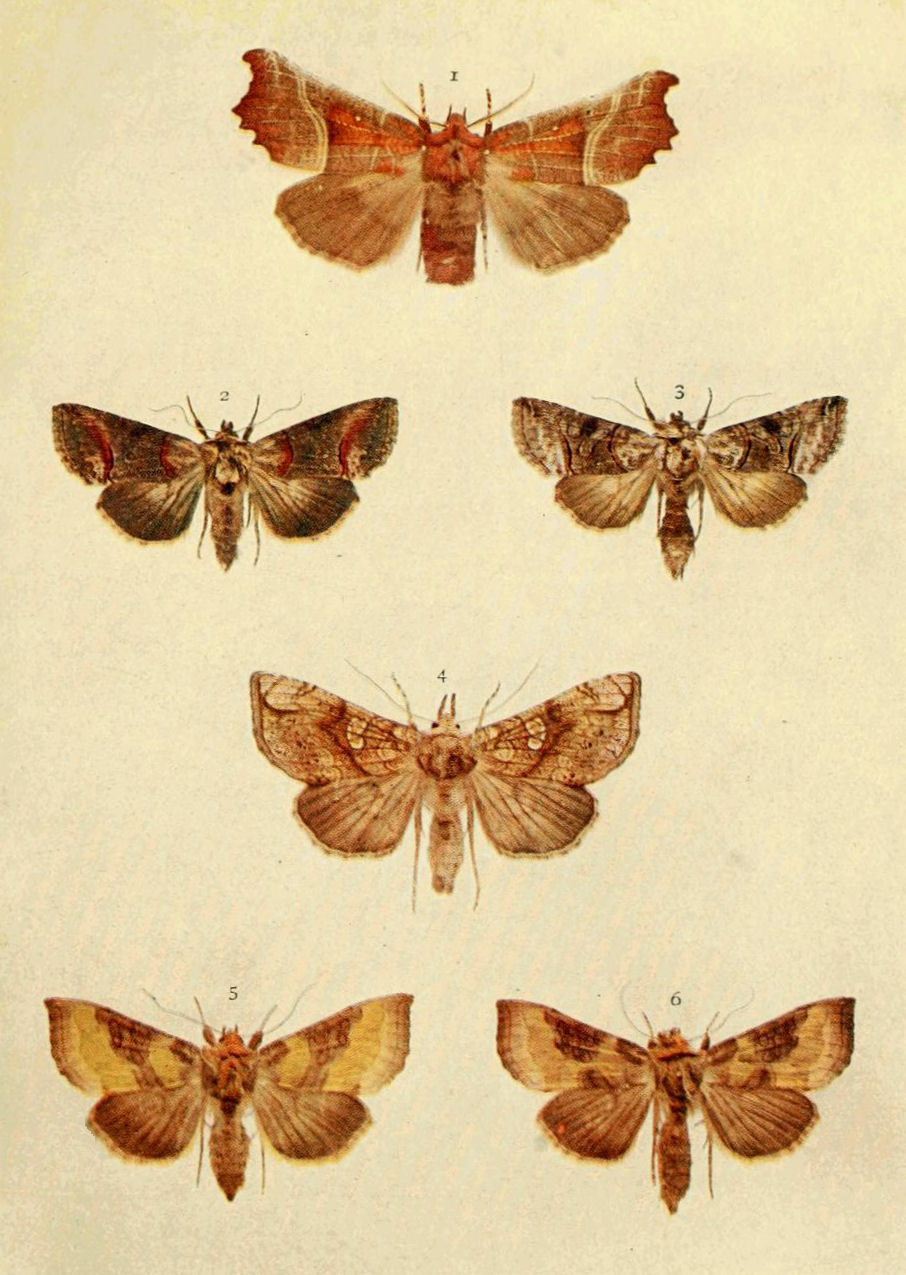
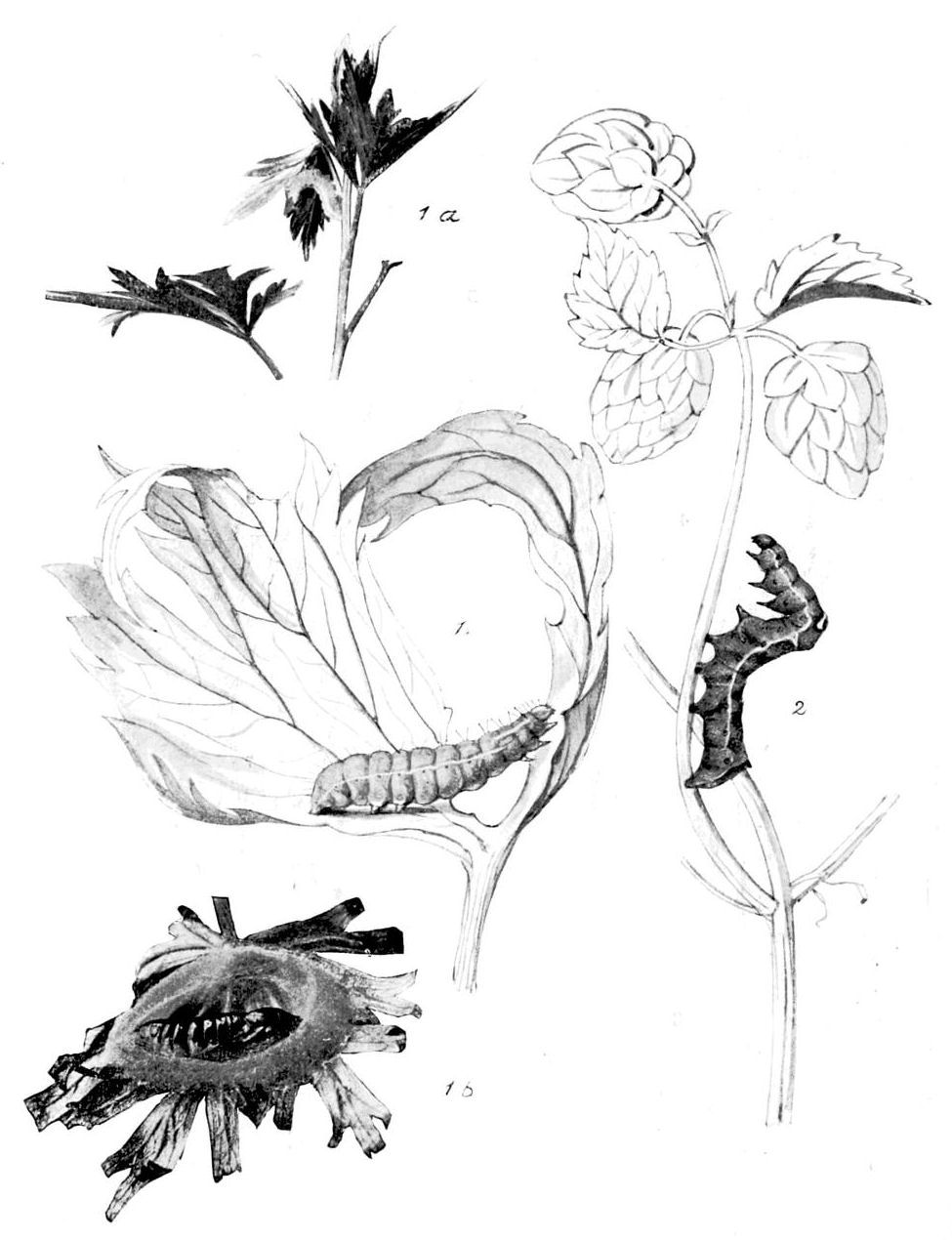
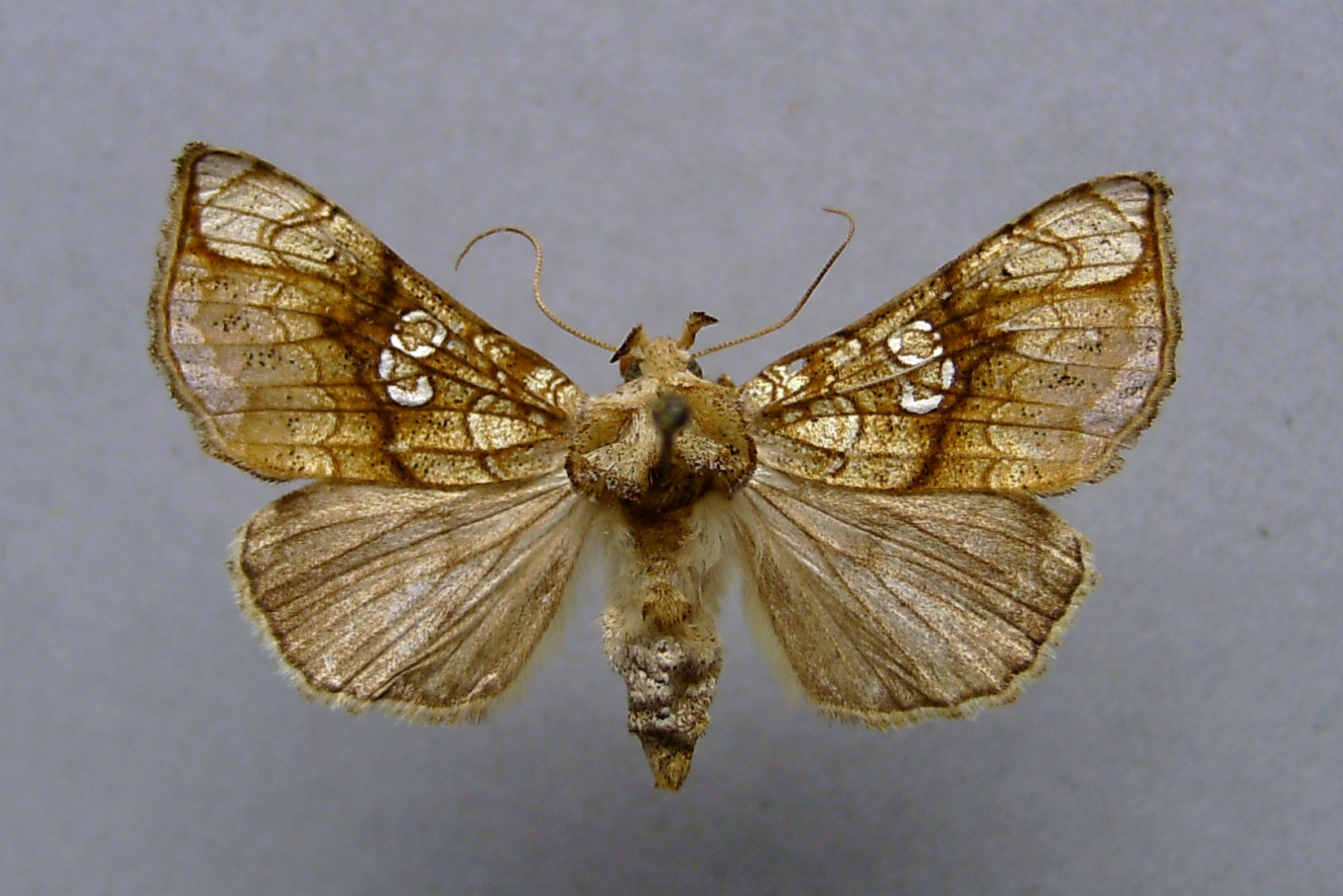